# Патрик Шарп
Патрик Шарп (енгл. Patrick Sharp; Винипег, 27. децембар 1981) професионални је канадски хокејаш на леду који игра на позицији левокрилног нападача. Тренутно наступа за Далас старсе.
На улазном драфту НХЛ лиге који је одржан у јуну месецу 2001. у Санрајзу на Флориди, Шарпа је као 95. пика у трећој рунди одабрала екипа Флајерса из Филаделфије. Професионалним хокејом бави се од сезоне 2002/03. током које је заиграо за АХЛ филијалу Флајерса, екипу Филаделфија фантомса. Почетком децембра 2005. прелази у редове Чикаго блекхокса, екипе у чијем дресу је дошао до титула победника Стенли купа у сезонама 2009/10. и 2012/13. У финалу Стенли купа за сезони 2009/10. у финалној утакмици Блекхокси су савладали управо Шарпов бивши клуб Флајерсе.
За сениорску репрезентацију Канаде дебитовао је на Светском првенству 2008, чији домаћин је била управо Канада, а где је домаћи тим освојио сребрну медаљу. На укупно 9 одиграних утакмица на том турниру постигао је 3 поготка. Играо је и две године касније на Светском првенству 2012. где је освојено 5. место (1 гол и 7 асистенција на 8 утакмица).
Највећи успех у репрезентативној каријери остварио је на Зимским олимпијским играма 2014. у Сочију где је селекција Канаде освојила златну медаљу. Шарп је на олимпијском турниру одиграо 5 утакмица, а свој једини погодак постигао је на утакмици против Летоније у четврфиналу (Канађани славили са 2:1).